# Lepidium affine
Lepidium affine är en korsblommig växtart som beskrevs av Carl Friedrich von Ledebour. Lepidium affine ingår i släktet krassingar, och familjen korsblommiga växter. Inga underarter finns listade i Catalogue of Life.